# Danh sách nhân vật trong Resident Evil
Danh sách các nhân vật trong Resident Evil bao gồm các nhân vật trong trò chơi và các nhân vật giới thiệu theo định kỳ trong loạt trò chơi video rùng rợn Resident Evil.

## Sách tham khảo
- Capcom Staff (2005). Resident Evil Archives. BradyGames/Capcom. ISBN 0-7440-0655-4.
- Capcom Staff (tháng 3 năm 2005). バイオハザード アーカイブス (bằng tiếng Nhật). ISBN 4-906582-31-1.